# Radosław Gocoł
Radosław Gocoł – polski kardiochirurg, doktor habilitowany nauk medycznych i nauk o zdrowiu.

## Życiorys
W 2002 r. ukończył studia lekarskie w Śląskiej Akademii Medycznej w Katowicach,  w 2009 r. obronił pracę doktorską pt. Odległa ocena remodelingu lewej komory serca w badaniu rezonansu magnetycznego u chorych po wymianie zastawki aortalnej. Randomizowane porównanie wyników wszczepienia bezstentowej lub stentowej zastawki aortalnej pod kierunkiem prof. Marka Jasińskiego, w 2022 r.  otrzymał habilitację za rozprawę Operacje naprawcze i rekonstrukcyjne zastawki aortalnej i opuszki aorty.
Pracuje na Śląskim Uniwersytecie Medycznym w Katowicach i w Górnośląskim Centrum Medycznym im. prof. Leszka Gieca Śląskiego Uniwersytetu Medycznego w Katowicach.